# 아라토촌 (군마현)
아라토촌(일본어: 荒砥村)은 일본 군마현 세타군에 설치되었던 촌이다. 현재의 마에바시시에 해당한다.